# Военно-шефские комиссии
Военно-шефские комиссии (сокр. ВШК) — общественные самодеятельные образования Советского Союза периода Великой Отечественной войны 1941—1945 годов, созданные для укрепления связей фронта и тыла и оказания практической помощи Красной армии со стороны населения. 
В начале сентября 1941 года была создана Центральная комиссия для осуществления связей фронта и тыла. Соответственно, в областях, районах и городах возникли ВШК, которые собирали среди населения подарки воинам, организовывали переписки между фронтовиками и тыловой общественностью. ВШК устраивали обмены делегациями между фронтом и тылом. Патриотическое движение населения на помощь раненым воинам Красной армии возглавили республиканские, областные, городские и районные комитеты по обслуживанию раненых и больных бойцов и командиров. В сложной обстановке прифронтовой территории Украины ВШК организовывали массовую помощь населения госпиталям в уходе и транспортировке раненых, уборке помещений, стирке и ремонте белья, снабжении продовольствием, сборе лекарственных растений, обеспечении литературой и прессой и тому подобное. За период 1941—1945 годов население Украины осуществляло шефство над 422 военными госпиталями (общее число коек 184 тысячи). На предприятиях, в учреждениях, жилых домах, колхозах создавались общественные бытовые комиссии по оказанию материальной помощи семьям фронтовиков, инвалидов войны, проведение месячников, декадников, субботников и тому подобное с целью создания дополнительных денежных, продовольственных и промтоварных фондов.